# Бекмурзаев, Доскул Джумагулович
Доскул Джумагулович Бекмурзаев — министр энергетики и промышленности Киргизии в 2021—2022 гг.
Родился 9 октября 1973 года в селе Бала-Саруу Таласской области.
В 2003 г. окончил Кыргызский технический университет по специальности «инженер». В 2006—2008 гг. обучался в Дипломатической академии при МИД.
Трудовая деятельность:
- 2001 — мастер Покровского участка электросетей Манасского РЭС;
- 2001—2004 — главный инженер Кара-Бууринского РЭС;
- 2004 — мастер группы Западного РЭС АО «Северэлектро»;
- 2004—2005 — начальник Кара-Бууринского РЭС;
- 2005 — заместитель генерального директора АО «Ошэлектро»;
- 2005 — старший инспектор группы ОАО «Северэлектро» (Бишкек);
- 2005—2006 — заместитель начальника службы сбыта ОАО «Северэлектро» ;
- 2006—2007 — заместитель коммерческого директора службы сбыта ОАО «Северэлектро» ;
- 2007 — начальник службы сбыта по Аламудунскому району ОАО «Северэлектро»;
- 2007—2008 — заместитель гендиректора ОАО «Ошэлектро»;
- 2008—2009 — гендиректор ОАО «Ошэлектро»;
- 2013 — советник министра труда, миграции и молодежи КР;
- 2013—2014 — начальник Управления миграционной политики Министерства труда, миграции и молодежи;
- 2014—2015 — заместитель министра труда, миграции и молодежи.
- сентябрь-октябрь 2020 гендиректор ОАО «Северэлектро»,
- март-июнь 2021 заместитель министра энергетики и промышленности.

С 8 июня 2021 по 3 октября 2022 года министр энергетики и промышленности Киргизии. Освобождён от должности после того, как прокуратура возбудила в отношении него два уголовных дела. Обвинения:
- в 2021—2022 годах направил сотрудников, не являющихся специалистами в соответствующей области, за счет госбюджета в зарубежные служебные командировки в Объединенные Арабские Эмираты, Турецкую Республику, Республику Узбекистан и Российскую Федерацию.
- при капитальном ремонте объектов оздоровительного комплекса «Теплые ключи» причинил ущерб ОсОО «Б» на сумму более 15 миллионов сомов.

По некоторым данным, с августа 2023 года работает в Центре религиозного просвещения.